# Strażnica WOP Dobieszczyn

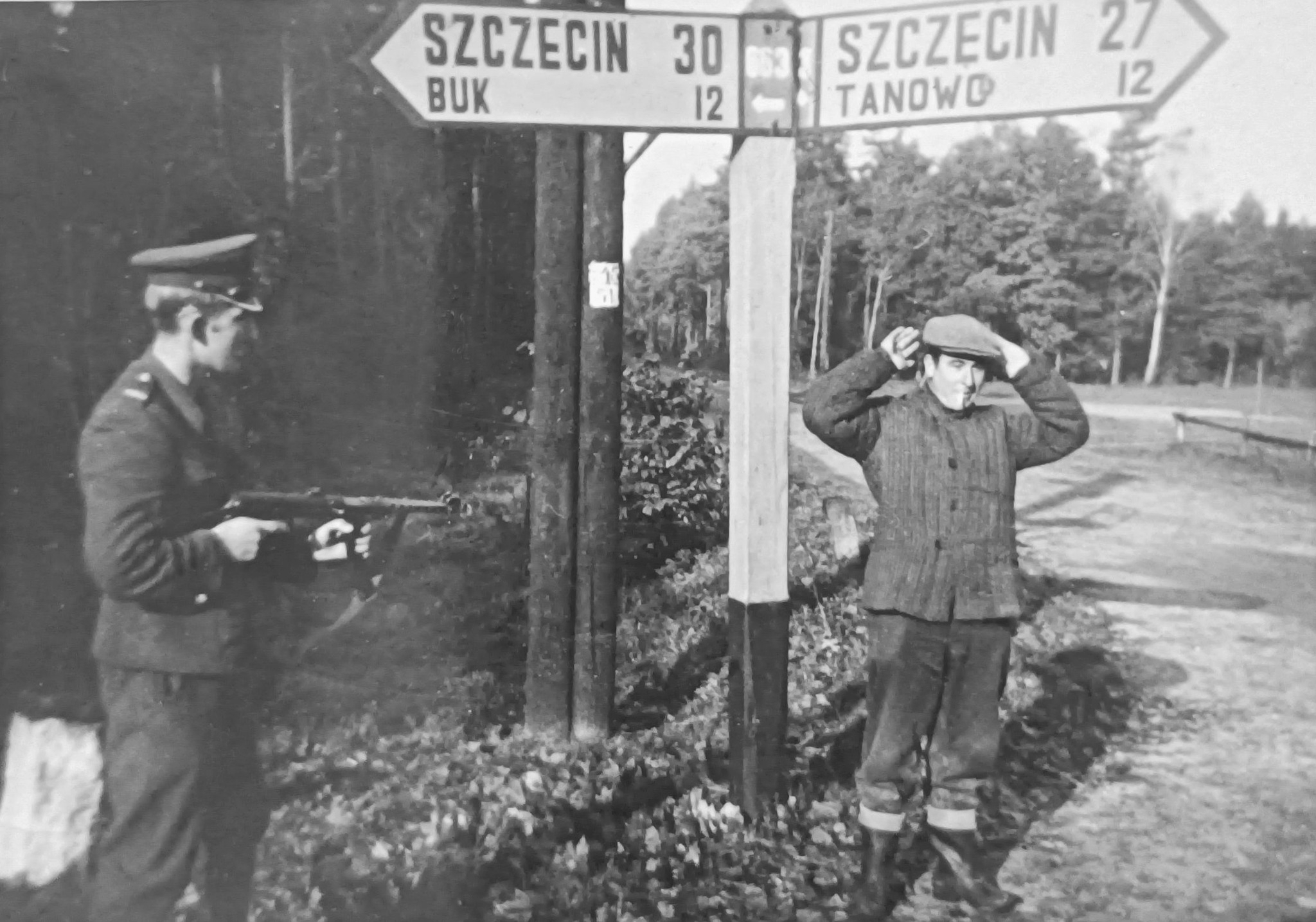
Żołnierz WOP z PPS-43 podczas szkolenia granicznego, zatrzymanie przestępcy granicznego (pozoranta). Zdjęcie wykonane przy strażnicy WOP Dobieszczyn na skrzyżowaniu drogi Stolec–Dobieszczyn–Nowe Warpno. Między słupami telefonicznymi, a drogowskazem widoczny fragment drogi dojazdowej do pasa drogi granicznej (1950–1959)

Strażnica Wojsk Ochrony Pogranicza Warlag/Warnołęka/Dobieszczyn – zlikwidowany podstawowy pododdział graniczny Wojsk Ochrony Pogranicza pełniący służbę graniczną na granicy z Niemiecką Republiką Demokratyczną

## Formowanie i zmiany organizacyjne
Strażnica została sformowana w 1945 w strukturze 14 komendy odcinka jako 70 strażnica WOP (Warlag) o stanie 56 żołnierzy. Kierownictwo strażnicy stanowili: komendant strażnicy, zastępca komendanta do spraw polityczno-wychowawczych i zastępca do spraw zwiadu. Strażnica składała się z dwóch drużyn strzeleckich, drużyny fizylierów, drużyny łączności i gospodarczej. Etat przewidywał także instruktora do tresury psów służbowych oraz instruktora sanitarnego. Później strażnica stacjonowała w Dobieszczynie.
W związku z reorganizacją oddziałów WOP, 24 kwietnia 1948 70 strażnica OP Warnołęka  została włączona w struktury 44 batalionu Ochrony Pogranicza, a 1 stycznia 1951 124 batalionu WOP w Trzebieży.
Od 15 marca 1954 wprowadzono nową numerację strażnic, a 70 strażnica WOP II kategorii otrzymała nr 65 w skali kraju i stacjonowała w Dobieszczynie.
W 1956 rozpoczęto numerowanie strażnic na poziomie brygady. Strażnica WOP Dobieszczyn I kategorii była 16 w 12 Brygadzie Wojsk Ochrony Pogranicza.
1 stycznia 1960 funkcjonowała jako 10 strażnica WOP Dobieszczyn I kategorii w strukturach 124 batalionu WOP w Policach. 124 batalion WOP Police został rozformowany w 1963. Strażnice rozformowanego batalionu włączono w struktury 123 batalionu WOP Szczecin.
1 stycznia 1964 strażnica WOP nr 6 Dobieszczyn miała status strażnicy lądowej I kategorii w strukturach 123 batalionu WOP Szczecin, który rozformowano w 1964, a podległe strażnice zostały włączone bezpośrednio pod sztab 12 Pomorskiej Brygady WOP w Szczecinie.
1 czerwca 1968 strażnica WOP nr 7 Dobieszczyn miała status strażnicy technicznej II kategorii podległej bezpośrednio pod sztab 12 Pomorskiej Brygady WOP w Szczecinie.
Po wyłączeniu z systemu ochrony granicy państwowej, Strażnica WOP Dobieszczyn pełniła funkcję strażnicy szkolnej w strukturach Pomorskiej Brygady WOP.

## Ochrona granicy
W 1960 10 strażnica WOP Dobieszczyn I kategorii ochraniała odcinek granicy państwowej od znaku granicznego nr 855 do znaku gran. nr 867.

## Strażnice sąsiednie
- 69 strażnica WOP Rammer ⇔ 71 strażnica WOP Kazimusz – 1946
- 69 strażnica OP Drogoradz ⇔ 71 strażnica OP Karsibór – 1949
- 64 strażnica WOP Stolec ⇔ 66 strażnica WOP Myślibórz Wielki – 03.1954
- 15 strażnica WOP Stolec ⇔ 17 strażnica WOP Myślibórz Wielki – 1956
- 11 strażnica WOP Stolec kat. II ⇔ 9 strażnica WOP Myślibórz Wielki kat. III – 01.01.1960
- 7 strażnica WOP Stolec lądowa kat. II ⇔ 5 strażnica WOP Myślibórz Wielki lądowa kat. III – 01.01.1964
- 8 strażnica WOP Stolec techniczna kat. II ⇔ 6 strażnica WOP Myślibórz Wielki lądowa kat. II – 01.06.1968.

## Komendanci/dowódcy strażnicy
- ppor. Józef Wołoszewicz (był w 10.1946)[c]
- ppor. Zygmunt Zadruski (1953–01.07.1955[17]
- ppor. Wacław Grzegorczyk (01.07.1955–1959)[17]
- por. Edward Maniawski (1959)
- por. Tadeusz Borkowski (1959–1962)[18]
- kpt. Władysław Lorenc (1962–1963)
- kpt. Bronisław Deryng (1963–co najmniej do 1965).